# Harriet Martineau
Harriet Martineau (Norwich, Reino Unido de Gran Bretaña e Irlanda, 12 de junio de 1802-Ambleside, Reino Unido de Gran Bretaña e Irlanda, 27 de junio de 1876) fue una de las intelectuales más excepcionales, escritora prolífica, activista social (feminista y abolicionista), economista, socióloga y filósofa inglesa. Era hermana del  filósofo James Martineu y tía de las acuarelistas Edith y Gertrude Martineau.
Realizó contribuciones significativas a la economía política, la teoría sociológica, el periodismo, el debate sobre la Condición-de-Inglaterra y la Cuestión de la Mujer en la temprana y tardía edad Victoriana.

## Biografía
Proveniente de un hogar de creencias unitarista, siendo su padre un próspero negociante, permitió que tuviera posibilidades de acceder a una excelsa educación. Pese a que a sus 12 años de edad inició el desarrollo de su sordera, esto no le impidió recibir una esmerada educación. Hablaba varios idiomas, estudió astronomía, historia, física y matemáticas. Se dedicó al estudio de la filosofía y de las ciencias sociales.
Tras la muerte de su padre, en 1825, Harriet comenzó a escribir en periódicos, lo que le dio independencia y prestigio, algo difícil de conseguir para una mujer soltera en esa época. La lectura del libro de Jane Marcet "Conversaciones sobre Economía Política", en 1827, la llevó a interesarse y a querer difundir los principios de esta disciplina. A través de una colección de 25 novelas, "Ilustraciones de economía política" (1832) presentaba los conceptos y explicaciones sobre la producción, la distribución, el consumo de la riqueza y el comportamiento, así como las implicaciones que tendrían en los pobres.
Aconsejaba educar de forma equivalente a niñas y varones, pues las capacidades intelectuales eran las mismas. Viajó en 1834 a Estados Unidos donde apoyó activamente el movimiento abolicionista y uso como metáfora demoledora la diferencia entre los caballos y los esclavos: "los dueños de los caballos no abusaban sexualmente de ellos".
Su libro "How to Observe Morals and Manners", de 1838, se inscribe en la tradición filosófica que estudia los sentimientos morales.
Años más tarde, hizo un largo viaje por Oriente Próximo, Egipto y Tierra Santa, y sus experiencias las volcó en un libro publicado en 1848. Durante varios años colaboró con el periódico Daily News, escribiendo más de mil artículos. Al caer gravemente enferma, en 1855, escribió su Autobiografía, editada un año después de su muerte.
Desde el punto de vista literario, Harriet Martineau destacó principalmente por:
1. Desarrollar el origen de los procesos de producción, la división del trabajo y otras temáticas de la escuela neoclásica de economía, diferenciándose por su forma de descripción es decir, de una forma entendible para la mayoría; siendo sus textos económicos, unos de los pocos con este formato.
2. Combinar la literatura con la economía, efectuando la Novela Económica.

Harriet Martineau murió en 1876, a los 74 años. Desde la edad de 53 años ya se había enfermado gravemente, pero esto no impidió que siguiera escribiendo, para este caso su propia autobiografía que fue publicada tiempo después.

## Aporte al reformismo social

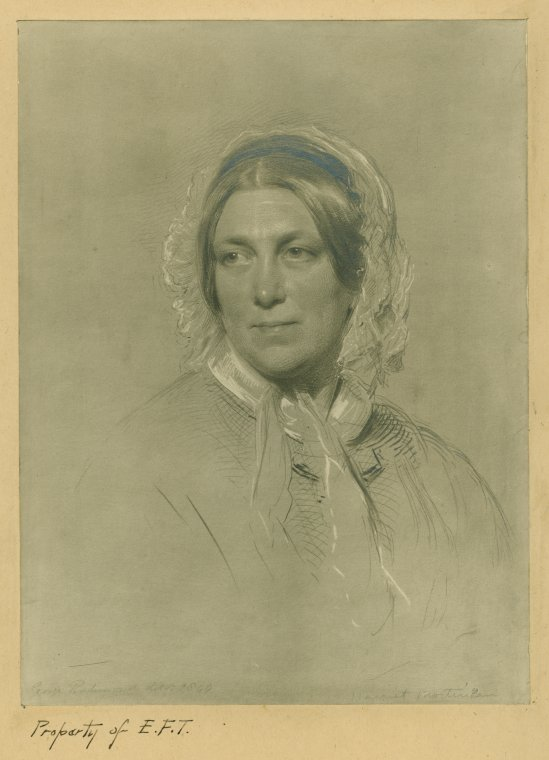
Martineau en sus últimos años, pintado por George Richmond

Entre 1832 y 1834 abandonó su dogma eclesiástico y comenzó su relación con la teoría social. Entre 1835 y 1840 Darwin desarrolló su Teoría de la Selección Natural que iba a tener su impacto en 1859. Harriet era una buena amiga de Darwin y éste leía los libros de Martineau. Ambos estaban muy motivados por la causa contra la esclavitud de la que habían sido testigos de primera mano. Demostró que los hombres tenían más cosas en común que diferencias, y que, entre otras cosas, la evolución implicaba la igualdad y la emancipación de todos. 
Entre 1832 y 1834 se publicó su Illustrations of Political Economy, una serie de 25 novelas didácticas, y su Illustrations of Taxation (1834), textos en los que descubrimos la influencia de los filósofos como Jeremy Bentham y su amigo J.S. Mill y donde se refleja su pasión por la reforma social (Drabble y Stringer, 1996:369), utilizando la ficción novelística para introducir teorías y propuestas sobre la cuestión social, dirigiendo su obra a hombres y mujeres de todas las clases sociales tanto a la clase media culta, como a la dirigente y obrera.

## Espíritu abolicionista
En 1834 viaja a Estados Unidos, donde conoce el movimiento abolicionista, convirtiéndose en una ferviente defensora de este movimiento, cuando éste todavía era poco popular. Se afilia a las ideas e instituciones republicanas. La experiencia de estos dos años le sirvió para escribir el libro Sociedad en América; un completo análisis  de las estrategias sociales alrededor de la figura femenina, la moral  y la esclavitud.
Harriet Martineu consideraba que las mujeres y los esclavos compartían una forma de dominación. En ambos casos se practica la condescendencia en sustitución de la justicia, y extrae la conclusión de que los dos son factores claves para definir la condición moral de la sociedad norteamericana. No pasa por alto la importancia de la interacción entre género y raza (Redondo Madrigal, 2004: 170).
A partir de allí, muchos otros libros de sociología salieron a la luz, Retrospectiva de un viaje al Oeste (1838); o novelas como Deerbook (1839) y La hora y el hombre en 1841.

## Las mujeres y la educación

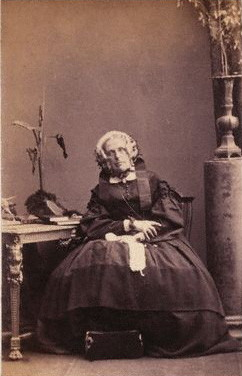
Harriet Martineau, 1861, por Camille Silvy

En 1848 publica su obra Household Education, donde expone la Teoría de que la libertad y la racionalidad, en vez del mando y la obediencia.
Harriet alegaba que las niñas eran capaces de estudiar estudios de naturaleza abstracta y exponía que han existido muchos casos de mujeres matemáticas a lo largo de la historia clásica, por ende estaba en contra de que los niños aprendieran matemáticas, mientras que las niñas aprendieran costura. Vio antes que ningún sociólogo de la época el cambio de roles de la mujer. 
En uno de sus artículos, titulado Educación de las Mujeres, explicaba que las “supuestas” diferencias entre mujeres y hombres se debían exclusivamente a la discriminación educativa a los que estaban sometidos. Para escribir dicho artículo se inspiró en Mary Wollstonecraft, también filósofa y escritora inglesa. 
Otro ejemplo de sus ideas feministas lo encontramos en su defensa por la decisión de la mujer de no contraer matrimonio en caso de que así lo desee. Idea que además practicó, ya que nunca se casó.
Se acabó eso de ser mantenidas por padres, hermanos o esposos. La igualdad entre sexos llegará a ocurrir. Así decía “toda mujer debe de estar preparada para cuidar de sí misma”. Lo que se tiene que pensar es en la necesidad “que las facultades de cada niña deben de ser aprovechadas al máximo, en la misma forma que la de los niños” (Martineau, 1848: 240-245).

## Su visión en la economía
En sus ideas económicas y sociales Martineau siguió las enseñanzas de los fundadores del sistema clásico de economía política, David Ricardo, Adam Smith y James Mill. Sus otras influencias tempranas fueron Thomas Malthus y Jeremy Bentham. La prosa de Martineau es una mezcla de ficción y hechos tomados de libros de economía política. Más de una docena de años antes que Elizabeth Gaskell, Martineau trató sobre la controversia de las relaciones industriales. En general, Martineau sostuvo vistas paliativas sobre la Revolución Industrial y el sistema político de no intervención en Inglaterra. Creyó que las invenciones técnicas y el progreso general mejorarían las condiciones de vida de los pobres. Los cuentos de Martineau sugieren que los excesos y las dificultades de capitalismo son debidos al malentendido y la acción incorrecta; la obediencia a la mano invisible del mercado (una metáfora acuñada por el economista Adam Smith) tarde o temprano conducirá a la prosperidad para todas las clases.

## Aportes a la sociología
Martineau es considerada la primera socióloga. De estudiante, escribió varios ensayos consagrados a las costumbres sociales en Inglaterra y Estados Unidos. Cómo guardar la moral y la educación (How to Observe Morals and Manners) (1838) es un tratado sobre la metodología de investigación sociológica, en el cual Martineau examina las clases sociales, el desarrollo social, la religión, las relaciones domésticas, las interacciones entre las instituciones públicas y el individuo, y la Cuestión de la Mujer. Planteando una pregunta sobre como las sociedades pueden ser analizadas, Martineau sostuvo que los observadores de otras sociedades hicieron un error metodológico fundamental; compararon otras sociedades con la suya.
Martineau también tradujo y condensó los seis volúmenes de Curso de filosofía positiva (Cours de Philosophie Positive) de Auguste Comte como The Positive Philosophy of Auguste Compte (1853), que sentó las bases para la nueva disciplina de sociología. La traducción fue recibida favorablemente por Herbert Spencer, T. H. Huxley, y otros positivistas británicos.

### Perspectiva gnoseológica
Para Harriet Martineau el interés sociológico reside en conocer los significados de lo que hacen las personas, siempre desde una mirada que tiene el progreso como meta. El concepto de progreso está muy presente en su obra, porque, para ella, vivir mejor, alcanzar un mayor grado de felicidad para un mayor número de gente, es el objetivo del cambio social. Estudia las costumbres y la moral a través de aspectos como la raza, la clase, la economía, la política o la religión, estableciendo una relación entre lo micro y lo macro, analizando la vida cotidiana y su encuadre en el orden social.

### Perspectiva epistemológica
Martineau toma el camino por la corriente teórica fundamentada, elaborando consigo una ciencia basada en la observación empírica, ciencia crítica, imparcial, empática, cercana y accesible. Por lo tanto, se propone crear una ciencia de la sociedad, se interesa por estudiar los problemas y contradicciones sociales, le incumbe conocer los significados de lo que hacen las personas. Como se aprecia en su obra How to Observe Morals and Manners (1838). Texto que recoge enfoques generales en su trabajo como sería el tema de discusión, la epistemología, la metodología y el análisis crítico. El enfoque teórico y el diseño metodológico, planteado de manera
concreta el discurso de las personas

### Perspectiva metodológica
Martineau se destacó por implementar diferentes métodos en sus respectivas investigaciones, diseñó estrategias para la observación local, la clasificación de los datos, la definición de conceptos, la investigación de causa y efecto, la experimentación, la comparación, el control del sesgo personal, el uso de fuentes de datos secundarios y la reflexión o el análisis sobre los datos que se obtienen (Redondo Madrigal, 2004: 169).
De igual manera, se le caracterizó por entrevistar todo tipo de personas observando y tomando notas en cada lugar que visitaba, todo esto lo iba recopilando en algunos de sus libros que han servido como base para la metodología del estudio de la sociedad.

## Obras

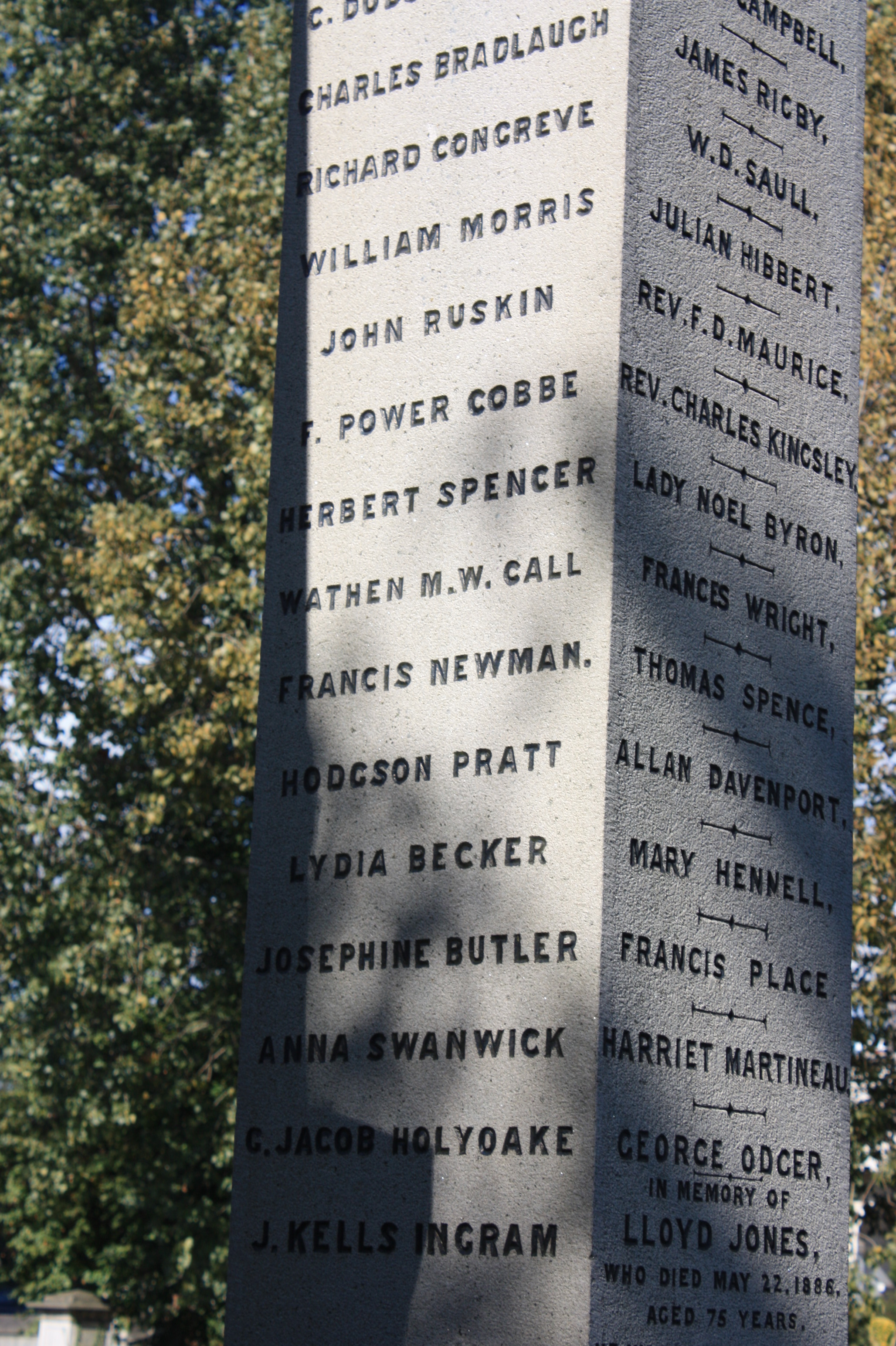
El nombre de Harriet Martineau en la sección inferior del memorial de los reformadores, Cementerio de Kensal Green

En 1821, comenzó a escribir anónimamente, bajo el seudónimo de "An Invalid", para el Monthly Repository, una publicación unitaria de W.J. Fox en donde ya declaraba abiertamente su actitud contra el trato desigual que recibían las mujeres en la educación y en religión. Dos de su artículos más recordados fueron “Female Writers on Practical Divinity” y “On Female Education”. En este último artículo, Harriet expresaba que si los niños y niñas pasaban el mismo proceso educativo, el proceso de sus capacidades intelectuales sería el mismo. En 1823, publica Devotional Exercises and Addresses, Prayers and Hymns. En 1827, aparece The Rioters; or a Tale of Bad Times, que trata sobre los efectos de la maquinaria en la mano de obra, y The Turn-Out, or Patience the Best Policy, en el que se resalta la insignificancia de las huelgas.
En 1832, con 30 años, elaboró una colección de 25 novelas, titulada Ilustraciones de economía política, donde presentó sus ideas y explicaciones en relación con el consumo de la riqueza, su producción y distribución, además de las implicaciones que ésta tenía en las personas pobres.
Además, se interesó mucho por las obras de Jane Marcet (escritora y divulgadora científica inglesa), que hicieron que se interesara en la Economía Política. Este tema fue muy recurrente en su obra.
Escribió más de cincuenta libros y publicó más de mil artículos para publicaciones inglesas y norteamericanas como Daily News y The Edinburgh Review, lo que le otorgó prestigio y le permitió vivir de ello, algo sumamente difícil en la época.
El éxito de sus novelas causó interés en políticos, empresarios, profesionales, obreros y en general a un amplio espectro de la clase media, y atrajo tanto a los lectores masculinos como a las mujeres británicas.
Estos fueron algunos de sus títulos:
- Illustrations of Political Economy (9 volúmenes, 1832-1834)
- La colina y el valle (Hill and the Valley, 1832)

La colina y el valle mediante un ameno relato de ficción explica la estructura productiva del modelo capitalista mostrando el conflicto industrial y los ataques a la maquinaria. Martineau pretende demostrar la necesidad de mantener la armonía de intereses entre los trabajadores y capitalistas para poder seguir llevando a cabo la actividad de una forma eficiente.
- Ella de Garveloch (Ella of Garveloch, 1832)

Ella de Garveloch transcurre en las islas de Escocia, cuenta la vida una familia que tras la muerte del padre tiene que salir adelante. En este caso, es la vida en las islas, y sobre todo la actividad pesquera, la que cobra protagonismo. Mediante una amena historia analiza la actividad empresarial y el comercio que tanto contribuyeron al desarrollo de Gran Bretaña en el siglo XIX.
- La vida en territorio salvaje (Life in the Wilds, 1832)

La vida en territorio salvaje cuenta los avatares de una pequeña colonia británica ubicada en Sudáfrica, que tras un ataque inesperado tiene que iniciar un proceso de reconstrucción. Es un ejemplo, en miniatura, del desarrollo industrial de Inglaterra.
- Brooke y la granja Brooke (Brooke and Brooke farm, 1832)

La novela económica fue publicada en 1832. Hace hincapié en la utilización de los factores de producción, el trabajo y el capital, la importancia de la división del trabajo y como emplear los medios para reducir la hambruna. Para ello, la autora narra una bonita historia que describe la vida de un pueblecito inglés. 
- Demerara (Novela económica, 1832)

Demerara se centra en la esclavitud oponiéndose a ella, considerándola improductiva desde un punto de vista económico y humano. Para ello, cuenta las andanzas de los hermanos Alfred y Mary Bruce en Demerara, una región de América del Sur, tras haber sido educados en Inglaterra durante 14 años.
- The Essential Faith of the Universal Church, deduced from the Sacred Records(1833)
- The Faith as unfolded by many prophets: An essay (1833)
- Illustrations of Taxation (1834)
- Sociedad en América (3 volúmenes, 1837)

Society in América en sus dos volúmenes ofrece una visión interesante de la vida social y las costumbres de los Estados Unidos de principios del siglo XIX. Martineau, que era una feminista radical especialmente para su época, viajó por un Estados Unidos de apenas cincuenta años, observando y notando los cambios en la sociedad y la dirección en la que se dirige el país, su objetivo era comparar el estado actual de la sociedad en Estados Unidos con los principios en los que se fundamenta supuestamente. Martineau cubre varios temas, desde la política y la economía hasta el crecimiento de la civilización y la influencia de la religión en ella. Ella percibe que la religión juega un papel peculiar y prominente en la sociedad; la gente no está segura de cómo pensar en la esclavitud; las mujeres viven vidas miserables, pero señala el potencial de su eventual ascenso. El libro se considera una contribución significativa al campo de la sociología.
- Retrospect of Western Travel (3 volúmenes, 1838)

- How to Observe. Morals and Manners (1838)
- The Martyr age of the United States (1839)

- Deerbrook, a novel (3 volúmenes, 1839)

Es un excelente retrato de la sociedad victoriana.Tras perder a sus padres, las hermanas Margaret y Hester Ibbotson llegan al apacible pueblecito de Deerbrook para alojarse con el señor Grey y su esposa, pero la llegada de las refinadas damas altera la aparente tranquilidad del lugar y, enseguida, corre el rumor de que una de ellas se casara con el farmacéutico del pueblo, el señor Edward Hope. El destino de Margaret, Hester y Edward se verá marcado para siempre por la noticia.
- Right and wrong amongst the abolitionist of the United States (1841)
- Vida en la habitación de enfermos (Life in the Sick Room, 1843)

Escribió este relato autobiográfico de la cultura victoriana de la "invalidez". Ella describe sus tribulaciones mentales y físicas en la "habitación del enfermo" y reflexiona sobre los aspectos médicos, espirituales, psicológicos y otros de la experiencia. El editor Frawley (inglés, George Washington U.) ofrece una introducción que explora las implicaciones literarias y sociales de la narrativa de género mixto de Martineau. También se incluyen varios otros escritos de Martineau sobre medicina, un intercambio de cartas con Florence Nightingale, extractos de otras piezas de literatura de enfermería y reseñas.
- Letters on Mesmerism (1845)
- Mind amongst the spindles: A miscellany, wholly composed by the Factory Girls, selected from the Lowell Offering (1845)

- Eastern Life, Past and Present (1848)
- Household Education (1849)
- History of England During the Thirty Years´ Peace, 1816-1846 (1849)
- Introduction to the History of the Peace (1851)
- Letters from Ireland, from the Daily News (1852)
- The Positive Philosophy of Comte, freely translated and condensed (1853)
- A Complete Guide to the English Lakes (1855)
- British Rule in India, a Historical Sketch (1857)
- Suggestions towards the Future Government of East India (1858)
- Endowed Schools od Ireland (1859)
- The history of England from the commencement of the XIXth Century to the Crimean War (4 volúmenes, 1864)[9]
- History of the Peace: Being a History of England from 1816 to 1854, with an introduction, 1800 to 1815 (4 volúmenes, 1865-1866)
- A British Friendship and Memoir of the Earl of Elgin and Kincardine (1866)
- Biographical Sketches, from the Daily News (1869)
- Harriet Martineau´s Autobiography. With Memorials by M.W. Chapman (1877)[10]